# Short 184
De Short 184 was een Brits watervliegtuig uit de Eerste Wereldoorlog, ontworpen door Horace Short van Short Brothers voor de Royal Naval Air Service. Het was een torpedobommenwerper met twee plaatsen voor piloot en observator/schutter. De tweedekker had een karakteristiek groot verticaal staartvlak, zoals Short al op een aantal andere modellen had toegepast. Het toestel stond op twee grote houten vlotters waartussen een torpedo kon bevestigd worden. Er was een derde vlotter onder de staart die een bestuurbaar roer had. De vleugels konden toegeklapt worden. Een ander kenmerk van de 184 was de grote radiator die boven op de motor gemonteerd was.
De eerste 184s hadden een Sunbeam-motor van 225 pk. Latere versies hadden krachtigere Sunbeam-motoren van 240 en 260 pk, Rolls-Royce motoren van 250 pk of Renault-motoren van 240 pk. De krachtigste motor van de 184 was de Sunbeam Maori III van 275 pk.

## Geschiedenis
Short bouwde begin 1915 twee prototypes, die enkel ailerons aan de bovenste vleugel hadden. De productie-exemplaren hadden ook ailerons aan de onderste vleugel.
Er volgden al snel productieorders voor seriebouw. Meer dan 900 stuks van dit type werden tussen 1915 en 1918 gebouwd, niet alleen bij Short Brothers. Ook S. E. Saunders Ltd., Westland Aircraft Works, Phoenix Dynamo Manufacturing Co., Frederick Sage & Company en Mann, Egerton and Co. kregen bestellingen voor Short 184s. Behalve voor Saunders was het voor deze firma's de eerste maal dat ze vliegtuigen bouwden.
De twee prototypes van de 184 gingen in 1915 mee aan boord van HMS Ben-my-Chree naar de Dardanellen in het kader van de Gallipolicampagne. Een van hen werd op 12 augustus 1915 het eerste vliegtuig ooit dat een vijandig schip met een torpedo tot zinken bracht. Het was een Turks bevoorradingsschip in de Dardanellen. Later bleek echter dat het schip enkele dagen ervoor reeds getorpedeerd was door een Britse onderzeeboot en dat het in ondiep water was gestrand. Enkele dagen later voerden de twee Short 184s nog een succesvolle torpedo-aanval uit op een Turks bevoorradingsschip. De 184 viel echter te licht uit voor torpedo-aanvallen in het warme klimaat van de Middellandse Zee: met een torpedo aan boord kon het geen observator meenemen en slechts een beperkte hoeveelheid brandstof. Daarom werden de 184s gedurende de rest van de oorlog gebruikt als verkenner en bommenwerper (met twee bommen van 112 Engelse pond of ca. 50 kg), ook tegen onderzeeërs, hoewel ze geen U-boot tot zinken hebben gebracht. Daarbij traden occasioneel motorproblemen op en tweemaal werd de bemanning van een Short 184 gevangengenomen door de U-boten die ze najaagden.
Een Short 184 was het enige Britse vliegtuig dat deelnam aan de zeeslag bij Jutland in 1916, waar het werd gebruikt als observatievliegtuig.
Short bouwde een eenpersoonsversie onder de benaming Short 184 Type D, die negen bommen van 56 Engelse pond (25 kg) kon meenemen. Deze versie werd niet in productie genomen. Er werden wel bijkomende bestellingen geplaatst bij de oorspronkelijke contractors (behalve Westland) en bij Robey and Co., J. Samuel White and Co., Brush Electrical Engineering Co. en Supermarine Aviation Works.
In 1916 werd een klein aantal van een landversie van de Short 184 gebouwd, maar deze bommenwerper werd al snel vervangen door de Handley Page O/100.
Na de Wapenstilstand van 1918 bleef de 184 nog enkele jaren in dienst bij de Britse marine. Een aantal 184s werden na de oorlog geleverd aan Estland, Griekenland, Chili en Japan. Enkele exemplaren werden aan civiele gebruikers verkocht.
De Nederlandse Marine Luchtvaartdienst had van 1917 tot 1920 één Short 184, de "K-1".